# Клан Ганн

Емблема (хрест, гребінь) клану Ганн.

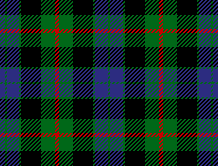
Тартан клану Ганн.

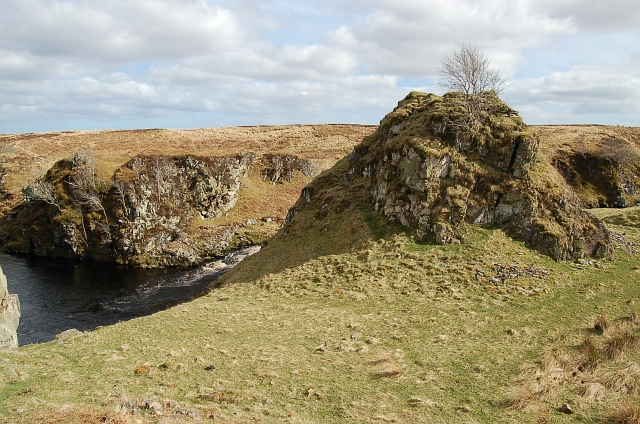
Руїни замку Дірлот.

Клан Ганн — (шотл. — Clann Gunn) — один з гірських кланів Шотландії. Клан Ганн є одним із найдавніших кланів Шотландії — походить від ярлів вікінгів з Оркні (Оркнейських островів) та піктських мормерів Кейтнессу. Клан володів землями в Кейтнессі, Сазерленді, на Оркнейських островах.
Девіз клану: «Мир або війна»
Землі клану: Кейтнесс, Сазерленд, Оркнейські острови
Символ клану: гілка ялівцю
Вождь клану: виконувач обов'язків вождя клану Ганн - Ян Олександр Ганн Банніскірк (гельск. — Iain Alexander Gunn Banniskirk)
Резиденція вождів клану: Замок Ганн (Замок Кліт)

### Історія клану Ганн

#### Походження
Клан Ганн веде своє походження від вікінгів — норвезьких ярлів Оркнейських островів та кельтських мормерів Атоллу. Засновниками клану вважаються Ранхільд, дочка Матада (Маддадара) — мормера Атолла та дочка Хокана Пальсона — співправителя Магнуса святого в графстві Оркні та її чоловік Ганні (Ганар) — правнук Свена Айслейфа — героя « Саги про оркнейців». Від імені Ганні (в перекладі «війна») і пішла назва клану. Після смерті у 1198 році Харальда Маддадсона, що був ярлом Орнейських островів і мормером Кейтнесса, його сестра Райнхільд успадкувала великі землі в Кейтнессеі і Сатерленді. Пізніше ці володіння перешли до Снеколла Ганна Біла Голова — сина Ганні. Але незабаром його позбавили більшої частини цих земель як плату за вбивство Джона Харальдсона останнього ярла вікінгів Оркнейських островів. Це вбивство відбулось під час суперечки за право володіння землями їх норвезьких предків.

#### XIII століття
Розквіт могутнього клану Ганн припадає на XIII століття, коли клан володів всім Кейтнессом. Але потім протяго 200 років ці землі поступово перейшли у володіння кланів Сінклер та Кіт.

#### Ворожнеча кланів XIV - XVI століть
У результаті цього у XV ст. вождь клану Джордж Ганн відомий як Ам Брайсдех Мор (шотл. — Am Braisdeach Mor) — Той Хто Носить Велику Брошку контролював тільки скелі на узбережжі Кейтнесс. Під його керівництвом клан Ганн довгий час ворогував з кланом Кіт за землі і вплив. Боротьба за землю переплелася з кровною помстою.
Дагалд Кіт мав пристрасть до Елен, дочки Лахлана Ганна з Бремора. Коли вона відкинула його залицяння, він почав війну проти її батька, вбив багатьох з клану Ганн, силою забрав дівчину в замок Акергілл. Там Елен, відмовившись підкорятися викрадачу, покінчила життя самогубством, кинувшись вниз з високої вежі.
Клан Ганн неодноразово здійснював набіги на володіння клану Кіт. Коли кількість вбитих з обох сторін перевищила будь-які межі, вожді кланів домовились про зустріч, на якій збирались покласти край ворожнечі (можливо, за допомогою «божого суду» — поєдинку). Було вирішено, що кожна сторона відправить на переговори 12 коней (вершників). Але клан Кіт схитрував — на кожному коні було по 2 людини. Маючи чисельну перевагу клан Кіт влаштував різню. Вождь клану Ганн був вбитий, а брошка вождя — символ влади в клані була викрадена.
Потім один з синів Джорджа Ганна помстився за батька, вбивши в Акергіллі вождя клану Кіт і його сина.
Після загибелі вождя клан розколовся на кілька гілок. Джеймс — старший син, переїхав з родиною в Кілдонан у Сатерленді. Інший син — Роберт, поселився в Бреморі на півдні Кейтнессу (ця гілка клану взяла прізвище Робсон або Робінсон), третій син — Джон — поселився в усті річки Терсо у Вестердейлі. Двоє молодших синів — Генрі та Вільям утворили ще 3 незалежні гілки — Хендерсон, Вільямсон, Вілсон.
Після розколу почалася важка боротьба за виживання — у 1586 році проти клану Ганн об'єдналися графи Кейтнессу та Сатерленду, з обох сторін пролилося багато крові. Клан Ганн посилив своє становище, коли один з членів клану, Ганн з Кіллернану, одружився з Мері, сестрою лорда Рея, вождя клану МакКей, а вождь клану Ганн одружився з його дочкою. Від цього шлюбу народився шостий вождь клану Ганн — Дональд Кроттах на прізвисько Горбатий. У часи його панування клан Ганн втратив родові землі і дім в Кіллернані — землі віддали за борги, а дім зруйнувався внаслідок необережного поводження з діжками пороху. 

#### Клан Ганн у XVII - XVIII століттях
У XVIII ст. занепад прийшов до гілки Робсон — гілки клану Ганн в Бреморі, їх землі теж конфіскували кредитори. Потім Ганни з Кіллернану отримали у власність землі в Баденох.
У XVII ст. одним з видатних людей клану був сер Вільям Ганн, якого власноручно посвятив у лицарі король Карл I. Після того, як під час Англійської революції король був скараний на голову, сер Вільям перебрався на континент, одружився з німецькою баронесою і служив в чині генерала в армії Священної Римської імперії.
Під час повстання якобітів у 1745 році клан Ганн, на відміну від більшості шотландських кланів, які хотіли бачити на троні «Старого претендента» Якова III, лишився на стороні тогочасного короля Георга II.
У 1780 році восьмий вождь клану, Вільям Ганн, загинув в Індії, після чого статус вождя повинен був перейти до його брата, Моррісона Ганна, який також служив у британській армії. Але в 1785 році Моррісон помер у Гібралтарі, так і не встигнувши офіційно ввійти в посаду. Брати не лишили нащадків чоловічої статі, і лінія вождів клану перервалась.
На сьогодні в клані Ганн немає офіційного вождя, але є вибраний управляючий справами клану — Єн Александер Ганн.

### Септи клану Ганн
| - Allisterson - Anderson - Croner - Crownar - Crowner - Cruiner - Cruner - Eanrig - Enrick - Gailey | - Galdie - Gallie - Ganson - Gauldie - Gaunson - George - Georgeson - Henderson - Inrig - Jameson | - Jamieson - Jamison - Johnson - Kean - Keene - MacAllister - MacChruner - MacComas - MacCorkill - MacCorkle | - MacCullie - MacDad - MacDhaidh - MacEnrick - MacGeorge - MacHamish - MacIan - Mackames - Mackeamis - Mackeamish | - Mackean - Mackendrick - MacMains - MacManus - MacNeil - MacOmish - MacRob - MacRory - MacSheoras - MacWilliam | - Magnus - Magnusson - Main(s) - Maness - Mann - Manson - Manus - More - Neilson - Nelson | - Robeson - Robinson - Robison - Robson - Rorieson - Sandison - Swan - Swann - Swanney - Swanson | - Thomson - Tomson - Wiley - Will - Williamson - Wills - Wilson - Wylie - Wyllie |